# Médiateur de la Poste
Le médiateur de la Poste assure depuis 2006 les fonctions du médiateur du service universel postal en France. La fonction a été confiée à Pierre Ségura - médiateur de la poste depuis février 2004.

## Description
Les réclamations doivent être déposées au bureau de poste habituel de l'usager ; s'il n'est pas satisfait ou que le service de la poste n'a pas répondu dans un délai de 2 mois, le réclamant peut adresser son dossier au Médiateur de La Poste selon les modalités qui peuvent être consultées sur  le site Internet
- s'agissant du service public postal, le Médiateur de la République (France) peut être saisi
- l'Autorité de régulation des communications électroniques et des postes veille au respect, par La Poste de ses obligations de service universel.